# Peta Mullens
Peta Mullens (Sale (Victoria), 8 de marzo de 1988) es una ciclista profesional australiana. Durante su juventud destacó en el ciclismo en pista -en categoría juvenil- y en el ciclismo en ruta -en categoría amateur absoluta-. Desde 2013 comenzó a destacar en el ciclismo de montaña con varios campeonatos nacionales.
Aunque fue profesional entre 2014 y 2016 con el Wiggle, uno de los mejores equipos femeninos del mundo, corre sobre todo bajo patrocinios privados en pruebas de ciclismo de montaña.

## Trayectoria deportiva
Entre 2004 y 2006 consiguió varios podiums de ciclismo en pista en categoría juvenil -una victoria entre ellas-. Desde ese 2006 también comenzó a aparecer en los primeros puestos de carreras amateurs de ciclismo en ruta -siempre en Australia- y ello la dio acceso a poder correr carreras internacionales profesionales, entre 2007 y 2009, logrando acabar su primera carrera de la Copa del Mundo, su primer Giro de Italia Femenino y haciéndose con varios puesto entre las 10 primeras de otras carreras profesionales. También fue 3.ª en la prueba en Ruta de los Juegos Oceánicos 2007. Esa progresión en la carretera hizo que dejase la pista.
Dejó de correr carreras internacionales temporalmente logrando varias carreras amateurs -o sub-23-. Desde 2013 comenzó a destacar en el ciclismo de montaña en su país. En 2014 firmó por el equipo de ciclismo en carretera del Wiggle Honda, uno de los mejores equipos del mundo, aunque debido al «síndrome de fatiga crónica» debido al doble compromiso -montaña y carretera- no destacó demasiado aunque pudo lograr un campeonato nacional en ruta en 2015 que junto a un sexto puesto en el G. P. Comune di Cornaredo fueron sus mejores resultados en carreras profesionales Debido a ello finalmente en febrero de 2016 dejó ese equipo.

## Palmarés
2007 (como amateur)
- 3.ª en el Campeonato Oceánico en Ruta

2009
- Campeonato de Australia en Ruta Sub-23

2012
- Campeonato de Australia de Ciclismo de Montaña Maratón

2013
- Campeonato de Australia de Ciclismo de Montaña

2014
- 2.ª en el Campeonato de Australia de Ciclismo de Montaña
- Campeonato de Australia de Ciclismo de Montaña Eliminación

2015
- Campeonato de Australia en Ruta
- 2.ª en el Campeonato de Australia de Ciclismo de Montaña
- 2.ª en el Campeonato de Australia de Ciclismo de Montaña Eliminación

2016
- 2.ª en el Campeonato de Australia de Ciclocrós
- 2.ª en el Campeonato de Australia de Ciclismo de Montaña
- 3.ª en el Campeonato Oceánico de Ciclismo de Montaña

2017
- Campeonato de Australia de Ciclocrós

2019
- Campeonato de Australia de Ciclocrós

2020
- 2.ª en el Campeonato de Australia de Ciclismo de Montaña
- 2.ª en el Campeonato de Australia de Ciclismo de Montaña Recorrido Corto

## Resultados en Grandes Vueltas y Campeonatos del Mundo
Durante su carrera deportiva ha conseguido los siguientes puestos en las Grandes Vueltas femeninas y en los Campeonatos del Mundo en carretera y ciclismo de montaña:
| Carrera            | 2008 | 2009 | 2010 | 2011 | 2012 | 2013 | 2014 | 2015 | 2016 | 2017 | 2018 | 2019 | 2020 |
| ------------------ | ---- | ---- | ---- | ---- | ---- | ---- | ---- | ---- | ---- | ---- | ---- | ---- | ---- |
| Giro de Italia     | 80.ª | -    | -    | -    | -    | -    | 43.ª | -    | -    | -    | -    | -    | -    |
| Tour de l'Aude     | -    | -    | -    | -    | X    | X    | X    | X    | X    | X    | X    | X    | X    |
| Grande Boucle      | -    | -    | -    | X    | X    | X    | X    | X    | X    | X    | X    | X    | X    |
| Mundial en Ruta    | -    | -    | -    | -    | -    | -    | -    | -    | -    | -    | -    | -    | -    |
| Mundial de Montaña | -    | -    | -    | -    | -    | -    | 61.ª | -    | -    | -    | -    | -    | -    |

-: no participa

Ab.: abandono

X: ediciones no celebradas

## Equipos
- Wiggle (2014-2016)
  - Wiggle Honda (2015)
  - Wiggle High5 (2016)[8]
- Hagens Berman-Supermint (2017-2018)
- Roxsolt Attaquer (2020-)